# Võru tänav
La rue Võru (estonien : Võru tänav) est une rue de Tartu en Estonie.

## Présentation
La rue Võru tänav est l'une des rues principales de Tartu, longue de 3,85 km. Elle s'étend de la rue Riia tänav jusqu'à la frontière de la ville. Elle est orientée nord-sud.
Le long de la rue Võru tänav, sur le côté droit de la rue entre les rues Kabeli tänav et Aardla tänav, se trouve le cimetière Saint-Paul.
De la rue Riia tänav jusqu'au passage à niveau, la rue Võru tänav est bordée de peupliers.

## Lieux et bâtiments

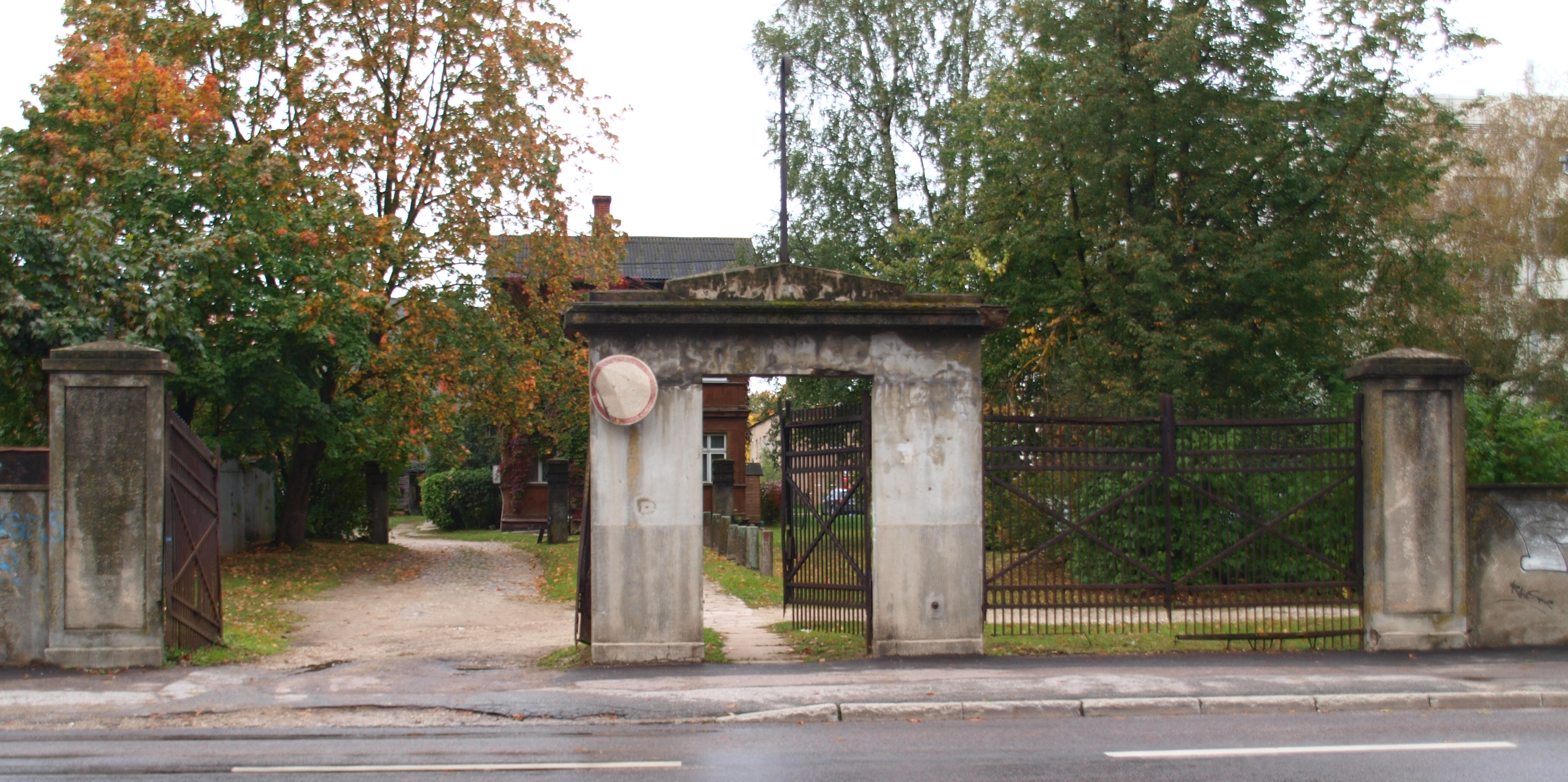
Võru 37, Porte de l'abattoir
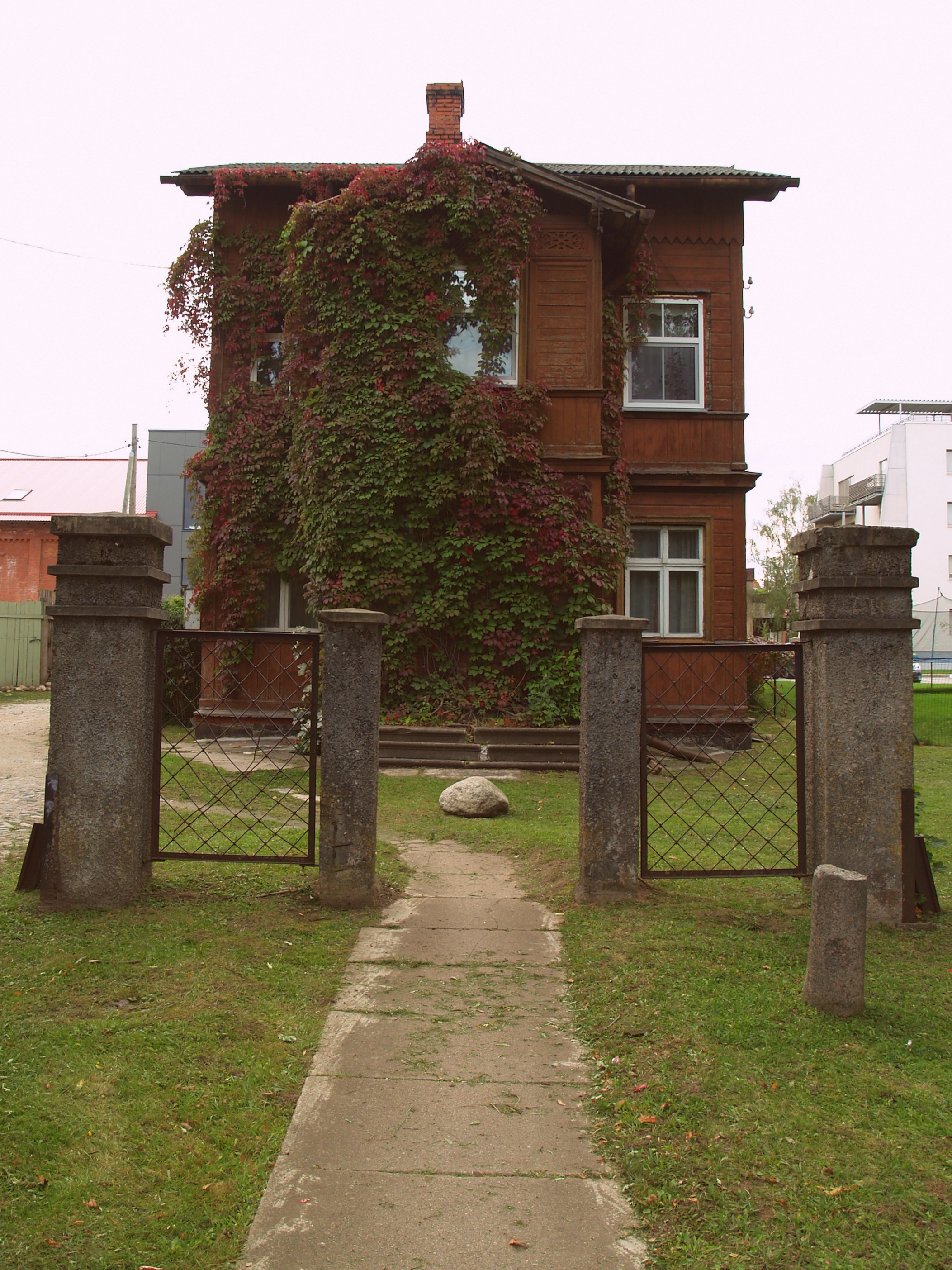
Võru 55
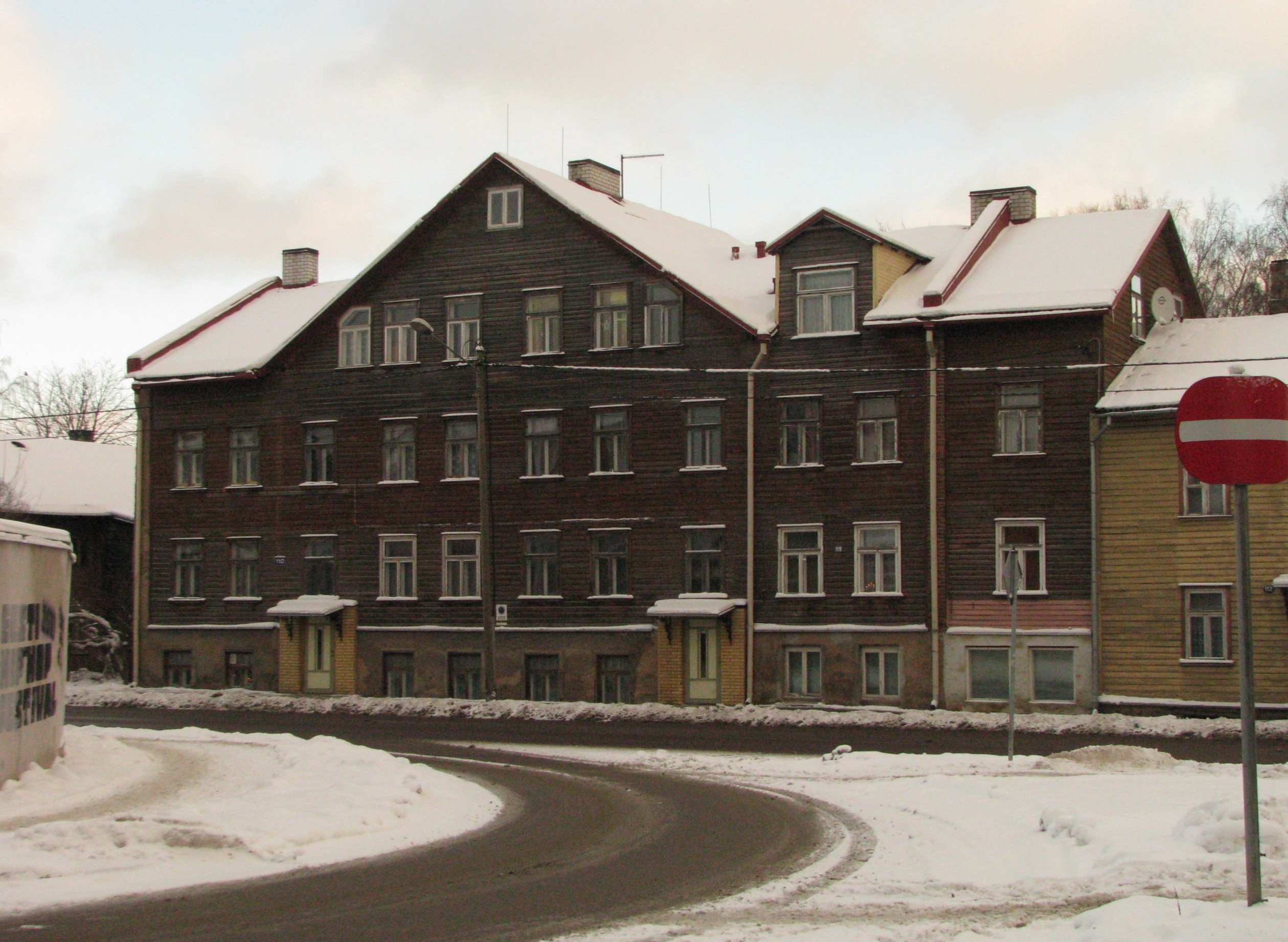
Võru tänav 110